# Parascolopsis qantasi
Parascolopsis qantasi là một loài cá biển thuộc chi Parascolopsis trong họ Cá lượng. Loài cá này được mô tả lần đầu tiên vào năm 1984.

## Từ nguyên
Từ định danh qantasi được đặt theo tên gọi của hãng hàng không Qantas của Úc, nhằm vinh danh sự hỗ trợ dành cho tác giả của nhân viên hãng hàng không này.

## Phân bố và môi trường sống
P. qantasi hiện chỉ được biết đến qua hai mẫu vật đánh bắt ngoài khơi eo biển Mentawi (bờ tây đảo Sumatra, Indonesia), ở độ sâu khoảng 65–70 m.

## Mô tả
Chiều dài cơ thể lớn nhất được ghi nhận ở P. qantasi là 10,3 cm.
Số gai vây lưng: 10; Số tia vây lưng: 9; Số gai vây hậu môn: 3; Số tia vây hậu môn: 7; Số gai vây bụng: 1; Số tia vây bụng: 5.